# La Neuville-Sire-Bernard
 La Neuville-Sire-Bernard  es una población y comuna francesa, en la región de Picardía, departamento de Somme, en el distrito de Montdidier y cantón de Moreuil.

## Demografía
| 105 | 123 | 119 | 157 | 219 | 267 |
| Para los censos de 1962 a 1999 la población legal corresponde a la población sin duplicidades (Fuente: INSEE [Consultar]) |     |     |     |     |     |